# 查梅區
8°34′48″N 79°52′12″W / 8.58000°N 79.87000°W
查梅區（西班牙語：Distrito de Chame），是巴拿馬的一個行政區，位於該國中部，由西巴拿馬省負責管轄，始建於1855年，面積376平方公里，2010年人口24,471，人口密度每平方公里65.08人。